# Naix-aux-Forges
Naix-aux-Forges é uma comuna francesa na região administrativa de Grande Leste, no departamento de Meuse. Estende-se por uma área de 6,32 km². Em 2010 a comuna tinha 225 habitantes (densidade: 35,6 hab./km²).